# غذاء من أجل السلام
في مختلف الأشكال الإدارية والتنظيمية، قدم برنامج الغذاء مقابل السلام التابع للولايات المتحدة مساعدات غذائية حول العالم لأكثر من 50 عامًا. استفاد حوالي 3 مليارات شخص في 150 دولة بشكل مباشر من المساعدات الغذائية الأمريكية. يُعد مكتب منظمة الغذاء من أجل السلام لدى وكالة الولايات المتحدة للتنمية الدولية (USAID) أكبر مزود للمساعدات الغذائية للحكومة الأمريكية فيما وراء البحار. يتم تمويل برمجة المساعدات الغذائية بشكل أساسي من خلال قانون الغذاء مقابل السلام. كما يتلقى مكتب الغذاء من أجل السلام أيضًا الصندوق الدولي للمساعدة في حالات الكوارث من خلال قانون المساعدة الأجنبية (FAA) الذي يمكن استخدامه في حالات الطوارئ (مزيد من المعلومات أدناه).
بينما بدأت المساعدات الغذائية الأمريكية في الخمسينيات كوسيلة للتبرع بفائض من السلع الأمريكية، ابتعدت الحكومة الأمريكية عن هذه العقود، وتشتري الآن المواد الغذائية من المزارعين الأمريكيين من خلال عملية تنافسية. يتبرع مكتب الغذاء من أجل السلام بالأغذية بناءً على حاجة محددة، بالتشاور الوثيق مع الحكومة المضيفة التي تطلب المساعدة.
خلال عام 2010، خضع البرنامج للمراجعات المقدمة في ميزانية السنة المالية 2014 للإدارة. من شأن هذه المراجعات أن تغير البرنامج لتقديم تبرعات نقدية بدلًا من الأغذية الأمريكية المزروعة والمقدمة. في 24 أبريل 2013، كتب رئيس اتحاد النقل البحري الأمريكي، وهو تحالف من شركات الطيران والنقابات البحرية، بيانًا ناقش فعالية البرنامج وتحديدًا أهمية البحرية التجارية الأمريكية في تقديم المساعدات الغذائية الأمريكية إلى الأشخاص الذين يعانون من نقص التغذية حول العالم. وأشار هنري إلى حقيقة أن بيانات الوكالة الأميركية للتنمية الدولية كشفت في الواقع أن الجهود التقليدية لإيصال الأغذية في مقابل التحويلات النقدية للدول لشراء غذائها هي في الواقع أرخص بنسبة 78 بالمائة لكل طن من الطعام. يقدم هنري أن هذه حقيقة مهمة في جهود التصدي للجوع العالمي.
.

## التاريخ المبكر للمساعدة الغذائية التي تقدمها الولايات المتحدة
بدأت برامج المساعدات الغذائية الأمريكية في عام 1812 عندما أرسل جيمس ماديسون مساعدات عاجلة إلى ضحايا الزلزال في فنزويلا. كمدير لإدارة الإغاثة الأمريكية، قاد هربرت هوفر برنامج تغذية بقيمة 20 مليون دولار في روسيا خلال عشرينيات القرن العشرين بموجب قانون إغاثة المجاعة الروسي. في عام 1949، أطلقت الولايات المتحدة خطة مارشال، التي وفرت كميات كبيرة من سلع المعونة الغذائية لشعب أوروبا الغربية. ساعدت خطة مارشال في تجديد وتوحيد أوروبا مع وضع الأسس لبرنامج دائم للمساعدة الغذائية الأمريكية. ومنذ ذلك الحين، أصبحت العديد من الدول الأوروبية التي ساعدتها حكومة الولايات المتحدة في ذلك الوقت مصدرًا رئيسيًا للغذاء ومانحين دوليين هامين.

## ترخيص التشريع

### القانون العام 480 (1954)
في 10 يوليو 1954، وقع دوايت أيزنهاور على قانون تنمية وتطوير المنتجات الزراعية - أو القانون العام 480 - وهو الإجراء الذي أنشأ في نفس الوقت مكتب الغذاء من أجل السلام. من خلال التوقيع على هذا التشريع، وضع الرئيس «الأساس للتوسع الدائم في صادراتنا من المنتجات الزراعية مع فوائد دائمة لأنفسنا وشعوب الأراضي الأخرى.» خلق مشروع القانون، وهو حل لنقص الأغذية، والبلدان الفقيرة في السيولة، سوقا أجنبية ثانوية من خلال السماح للبلدان التي تعاني من نقص الغذاء بدفع ثمن الواردات الغذائية الأمريكية بعملاتها بدلا من الدولار الأمريكي. كان الهدف الأساسي للقانون هو توسيع التجارة الدولية، وتعزيز الاستقرار الاقتصادي للزراعة الأمريكية، وتحقيق أقصى استفادة من السلع الزراعية الزائدة في تعزيز السياسة الخارجية، وتحفيز توسيع التجارة الخارجية في السلع الزراعية المنتجة في الولايات المتحدة.

### عهد كينيدي وقانون الغذاء مقابل السلام (1966)

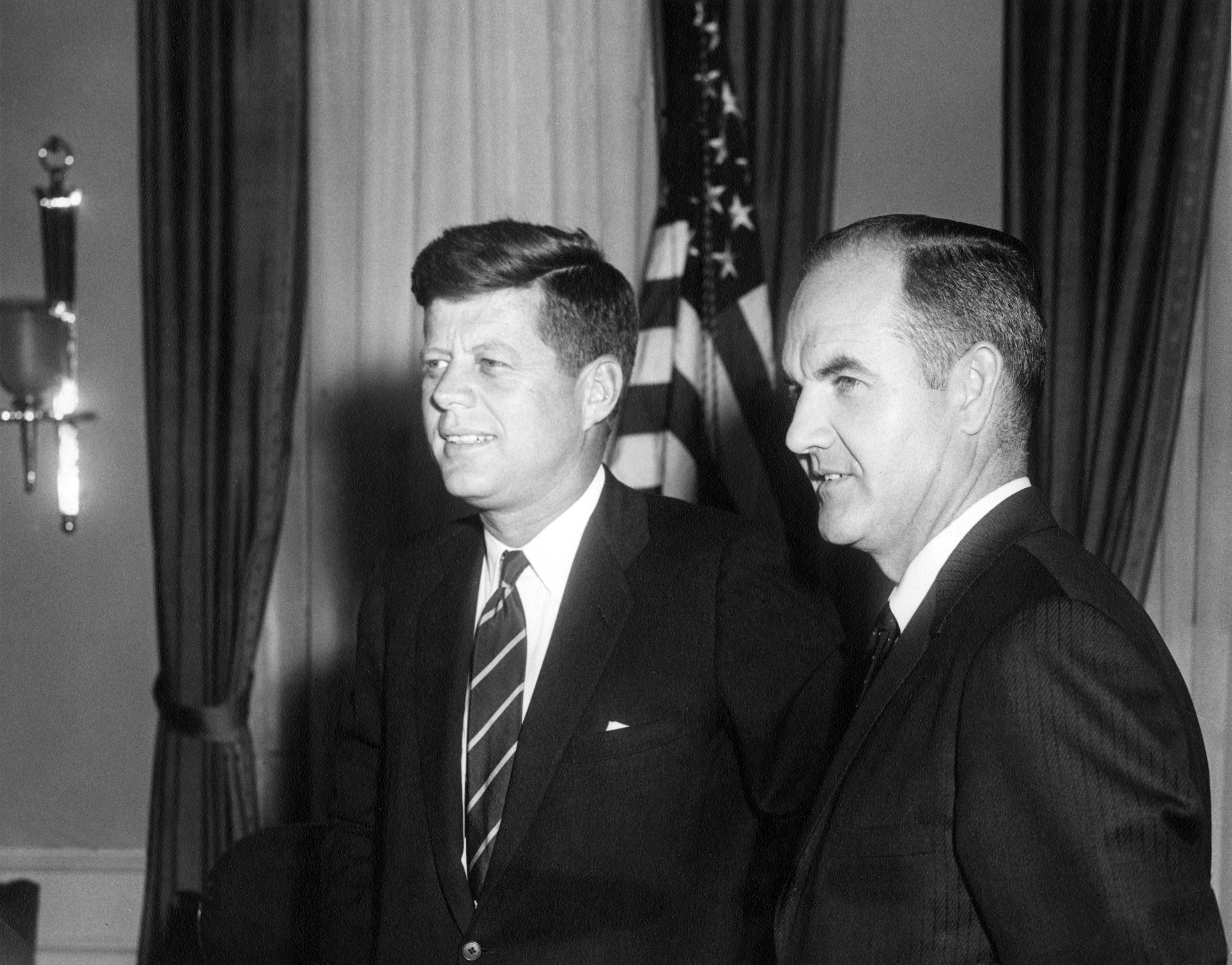
چورچ مكجفرن مدير غذاء من أجل السلام عام 1961، مع الرئيس چون كينيدي

في عام 1961، وصف الرئيس جون كينيدي قانون «الغذاء مقابل السلام»، قائلًا، «الغذاء قوة، والطعام هو السلام، والطعام هو الحرية، والغذاء يد المساعدة للناس في جميع أنحاء العالم الذين لديهم نوايا حسنة وصداقة نحن نريد». من خلال التعديلات الجديدة، حَول القانون تركيزه من التخلص من السلع الزراعية الزائدة إلى تلبية الاحتياجات الإنسانية والاستجابة لمطالب الأزمات الغذائية المتزايدة. بتوقيعه على تمديد قانون تنمية التجارة والمساعدة الزراعية في عام 1959، انتقد الرئيس ايزنهاور أوجه القصور في التعديل. وأشار على وجه التحديد إلى التمديد باسم برنامج الغذاء مقابل السلام. على الرغم من أن كنيدي ربما قام بتوسيع البرنامج، إلا أنه لم يكن أول من أشار إلى البرنامج كبرنامج الغذاء من أجل السلام.
تم اختيار الممثل الأمريكي السابق من ولاية ساوث داكوتا جورج ماكغفرن ليصبح مساعدًا خاصًا للرئيس والمدير الأول لبرنامج «الغذاء مقابل السلام» ذي الأولوية العالية لكينيدي، والذي أدرك ما كان ماكغوفرن يدافع عنه في مجلس النواب. تولى ماكغوفرن المنصب في 21 يناير 1961.
كمدير، حث ماكجفرن على زيادة استخدام الغذاء لتمكين التنمية الاقتصادية الخارجية، قائلا: «يجب أن نشكر الله أن لدينا وفرة من الطعام واستخدام العرض الزائد بين الأقل حظا في الداخل والخارج.» وجد مساحة للبرنامج في مبنى المكتب التنفيذي بدلًا من أن يكون تابعًا لوزارة الخارجية الأمريكية أو وزارة الزراعة الأمريكية. وعمل ماكغفرن مع نائب المدير جيمس دبليو سيمينجتون ومستشار كندي آرثر م. شليزنجر جونيور في زيارة لأمريكا الجنوبية لمناقشة توزيع الفائض من الحبوب، وحضر اجتماعات منظمة الأغذية والزراعة التابعة للأمم المتحدة.
وبحلول نهاية عام 1961، كان برنامج الغذاء مقابل السلام يعمل في أكثر من عشر دول، وكان 10 ملايين شخص آخر يتغذى بالفائض الأمريكي مقارنة بالعام السابق. في فبراير 1962، زار ماكجفرن الهند وأشرف على برنامج غذاء مدرسي موسع للغاية بفضل للغذاء من أجل السلام وفي وقت لاحق، سيتم إطعام واحد من كل خمسة تلاميذ مدرسين هنود، وبحلول منتصف عام 1962، 35 مليون طفل حول العالم. وخلال حضوره في روما، أشاد البابا يوحنا الثالث والعشرون بحرارة بعمل ماكغفرن.
استقال ماكغوفرن من منصبه في 18 يوليو 1962، راغبًا في استئناف مسيرته السياسية الانتخابية. وقال كيندي إنه في ظل ماكغفرن، أصبح البرنامج «قوة حيوية في العالم»، حيث حسّن ظروف المعيشة واقتصادات الحلفاء وخلق «حاجزًا قويًا لانتشار الشيوعية». وكتب كاتب العمود درو بيرسون أنه كان واحدا من «أكثر الإنجازات إثارة للإدارة الشابة كينيدي».
بينما كتب شليزنجر فيما بعد أن منظمة الغذاء من أجل السلام كانت «أعظم سلاح غير مرئي لسياسة كينيدي في العالم الثالث».
خلف ماكغوفرن ريتشارد دبليو رويتر، الذي كان المدير التنفيذي لمنظمة كير(CARE). في عام 1965، خلال إدارة ليندون ب. جونسون، تم طي البرنامج إلى وزارة الخارجية تحت إشراف الوزير دين راسك. وبعد عام من ذلك، استقال روتر من منصبه المعاد تعيينه مساعد خاص لوزير الدولة لشؤون الغذاء من أجل السلام، وأفادت التقارير أنه مستاء من الاتجاه الذي سلكه البرنامج الغذائي.
قانون الغذاء مقابل السلام لعام 1966، P.L. 89-808, 80 Stat. 1526، راجع الهيكل الأساسي للبرامج ووضع التركيز بشكل واضح على الأهداف الإنسانية للبرنامج. تحول بيان السياسة من التخلص من الفائض إلى الإنتاج المخطط للتصدير لتلبية الاحتياجات الغذائية العالمية.

### قانون الغذاء والزراعة والمحافظة والتجارة (1990)
في عام 1990، مرر الكونغرس الأمريكي، ووَقع الرئيس جورج إتش. دبليو. بوش على القانون أول إعادة صياغة شاملة وإعادة تنظيم في قانون الأغذية والزراعة والمحافظة والتجارة (مشروع قانون الزراعة لعام 1990). لقد أحدثت هذه الفاتورة تغييرًا كبيرًا في التركيز العام للقانون العالم 480. ما كان ينظر إليه على أنه مجرد جانب من جوانب السياسة الخارجية، القانون العام 480 الآن لديها الأمن الغذائي كهدف أساسي

### قانون الغذاء مقابل السلام (2008)
في عام 2008، حل قانون الغذاء من أجل السلام رسميًا محل قانون تنمية وتنمية التجارة الزراعية ويتم الترخيص للبرامج، إلى جانب جميع البرامج الزراعية الأمريكية، من خلال مشروع قانون المزرعة الذي يعده الكونجرس عادة ويعاد تفويضه كل خمس سنوات.
الغرض من قانون الغذاء مقابل السلام هو:
- مكافحة الجوع وسوء التغذية في العالم وأسبابهما
- تعزيز تنمية عريضة القاعدة وعادلة ومستدامة، بما في ذلك التنمية الزراعية
- توسيع التجارة الدولية
- تعزيز وتشجيع تنمية المشاريع الخاصة والمشاركة الديمقراطية في البلدان النامية
- منع الصراعات

ويتضمن قانون الغذاء مقابل السلام أربعة أقسام، يشار إليها بالألقاب، تنظم السلع الأساسية للمعونة الغذائية ودعم التنمية والإغاثة. تدير وزارة الزراعة الأمريكية (USDA) العنوان I، بينما تدير الوكالة الأمريكية للتنمية الدولية العناوين II و III و V.
- العنوان الأول: المساعدة الاقتصادية والأمن الغذائي - يحكم المبيعات التسهيلية للسلع الزراعية الأمريكية إلى البلدان النامية والكيانات الخاصة
- العنوان الثاني: برامج المساعدة في حالات الطوارئ والمساعدة الخاصة - تقديم التبرعات المباشرة للسلع الزراعية الأمريكية لبرامج الإغاثة والتنمية الطارئة
- العنوان الثالث: الغذاء من أجل التنمية - يقدم منحا حكومية لسلع زراعية، ترتبط بإصلاح السياسات
- العنوان الرابع: السلطات العامة والمتطلبات - يحدد الاستخدامات المحظورة بما في ذلك عدم تقديم المساعدات إلى منتهكي حقوق الإنسان، وعدم تقديم مساعدات عسكرية، وعدم وجود منافسة مع المنتجين الأمريكيين
- العنوان الخامس: جون أوغنوسكي ودوج بيروت، برنامج مزارع لمزارع (FTF) - يوفران مساعدة فنية طوعية للمزارعين والمجموعات الزراعية والأعمال الزراعية
- العنوان السادس: مشروع المبادرة الأمريكية - تخفيف عبء الديون الرسمي الذي يربط بين ديون الغذاء مقابل السلام والدين المستحق للولايات المتحدة من أجل إصدار سياسات التكيف الهيكلي والسياسات الاستثمارية المفتوحة

## العنوان الأول: المساعدة الاقتصادية والأمن الغذائي  (وزارة الزراعة الأمريكية)
تتم إدارة سلطة اللقب الأول من قانون الغذاء مقابل السلام من قبل وزارة الزراعة الأمريكية وتوفر التمويل لبرنامج مبيعات بشروط ميسرة وبرنامج منح الطعام من أجل التقدم.
يدعم برنامج المبيعات بشروط ميسرة التجارة والتنمية. ويتمثل الهدف الرئيسي لعنصر البيع بشروط ميسرة في تقديم المساعدة الغذائية إلى البلدان النامية المستهدفة لتعزيز النمو الاقتصادي. قام مشروع قانون المزرعة لعام 1996 بتعديل القروض الميسرة من الباب الأول للسماح لوزارة الزراعة الأمريكية بالدخول في اتفاقيات قرض مع كيانات خاصة بالإضافة إلى تفويضها من الحكومة إلى الحكومة. ونتيجة لذلك، كان الهدف الجديد لبرنامج «العنوان الأول» هو تحديد أولويات المناطق التي من المحتمل أن تصبح أسواقًا تجارية للسلع الزراعية الأمريكية.
يأذن برنامج الغذاء من أجل التقدم لمؤسسة ائتمان السلع بتمويل بيع وتصدير السلع الزراعية إلى البلدان النامية والديمقراطيات الناشئة بشروط ائتمانية، أو على أساس منح، لدعم البلدان النامية والبلدان التي هي ديمقراطيات ناشئة وقدمت التزامات لإدخال أو توسيع عناصر المشاريع الحرة في اقتصاداتها الزراعية.
منذ السنة المالية 2006، لم يتم طلب تمويل جديد لأن الطلب على المساعدات الغذائية باستخدام التمويل الائتماني قد انخفض أو كانت برامج المنح أداة مناسبة أكثر.

## العنوان الثاني: برامج المساعدة الغذائية في حالات الطوارئ والتنمية (الوكالة الأمريكية للتنمية الدولية)
يدير مكتب المعونة الغذائية من أجل السلام التابع للوكالة الأمريكية للتنمية الدولية الباب الثاني كما هو مصرح به في قانون الغذاء مقابل السلام الذي ينص على ذلك
يجوز للمدير توفير السلع الزراعية لتلبية الاحتياجات الغذائية الطارئة تحت هذا العنوان من خلال الحكومات والهيئات العامة أو الخاصة [...] يجوز لمدير البرنامج توفير السلع الزراعية للمساعدة غير الطارئة تحت هذا العنوان من خلال المنظمات المؤهلة.
تسمح باستخدام السلع الزراعية الأمريكية لكل من برامج المساعدات الغذائية الطارئة والتنمية من أجل:
- معالجة المجاعة أو غيرها من متطلبات الإغاثة العاجلة
- مكافحة سوء التغذية
- تخفيف أسباب الجوع والوفيات والمراضة
- تعزيز التنمية الاقتصادية والمجتمعية
- تعزيز الممارسات البيئية السليمة
- تنفيذ برامج التغذية

وقدمت برامج الطوارئ والتنمية في الباب الثاني أكثر من 106 ملايين طن متري من السلع إلى أكثر من 3 بلايين شخص في 150 بلدا. تستجيب برامج «الباب الثاني» لحالات الطوارئ وتركز على الحد من انعدام الأمن الغذائي لدى الفئات السكانية الضعيفة، وكذلك تحسين القدرة على الصمود أمام الصدمات، من خلال دمج العديد من الأنشطة لتعزيز القدرة المحلية على منع الكوارث الطبيعية والاستجابة لها.
منذ عام 2011، بدأ مكتب الغذاء من أجل السلام العمل على إعادة صياغة سلعه الغذائية لجعلها أكثر تغذية. يتم استخدام هذه المنتجات المعاد صياغة ها لكل من برامج الطوارئ والتنمية.
.
بينما كتب شليزنجر فيما بعد أن منظمة الغذاء من أجل السلام كانت «أعظم سلاح غير مرئي لسياسة كينيدي في العالم الثالث».
خلف ماكغوفرن ريتشارد دبليو رويتر، الذي كان المدير التنفيذي لمنظمة كير. في عام 1965، خلال إدارة ليندون ب. جونسون، تم طي البرنامج إلى وزارة الخارجية تحت إشراف الوزير دين راسك. وبعد عام من ذلك، استقال روتر من منصبه المعاد تعيينه مساعد خاص لوزير الدولة لشؤون الغذاء من أجل السلام، وأفادت التقارير أنه مستاء من الاتجاه الذي سلكه البرنامج الغذائي.
قانون الغذاء مقابل السلام لعام 1966، P.L. 89-808، 80 Stat. 1526، راجع الهيكل الأساسي للبرامج ووضع التركيز بشكل واضح على الأهداف الإنسانية للبرنامج. تحول بيان السياسة من التخلص من الفائض إلى الإنتاج المخطط للتصدير لتلبية الاحتياجات

## العنوان الثالث: الغذاء من أجل التنمية (الوكالة الأمريكية للتنمية الدولية)
برنامج «الغذاء مقابل السلام» الباب الثالث هو أداة تديرها الوكالة الأمريكية للتنمية الدولية لتعزيز الأمن الغذائي ودعم التنمية الاقتصادية طويلة الأجل في أقل البلدان نموًا. عند التمويل، تتبرع حكومة الولايات المتحدة بالسلع الزراعية إلى الدولة المتلقية وتمول وسائل نقلها إلى نقطة الدخول في البلد المتلقي. وتُباع هذه السلع في السوق المحلية وتُستخدم الإيرادات الناتجة عن بيعها لدعم وتنفيذ برامج التنمية الاقتصادية والأمن الغذائي.
آخر ما طلبته الصناديق أو تم تخصيصها للباب الثالث قبل عام 2000.

## العنوان الرابع: السلطات العامة والمتطلبات
ويجيز الباب الرابع من قانون الغذاء مقابل السلام المشاركة النشطة للقطاع الخاص في التخزين والتسويق والنقل والتوزيع. يتطلب اتفاقيات متعددة السنوات وتقرير سنوي للكونغرس. ويحتوي الباب الرابع أيضًا على أحكام للتسامح بشأن الديون ويضع الاستخدامات المحظورة للمعونة الغذائية، وهي:
- لا مساعدات لمنتهكي حقوق الإنسان (يمكن التنازل عنها في حالات الطوارئ)
- لا مساعدات للجيش
- لا منافسة مع منتجي الولايات المتحدة

## العنوان الخامس: برنامج (جون اوغونوسكي دوغ بيروت F2F) (الوكالة الأمريكية للتنمية الدولية)
يمول الباب الخامس برنامج المزارعين إلى المزارعين المرخص به في قانون الأمن الغذائي لعام 1985. وأجاز الكونجرس الأمريكي مرحلة السنة المالية 2008-2012 من برنامج المزارعين إلى المزارعين في قانون الغذاء مقابل السلام لعام 2008، «برنامج جون أوغونوفسكي ودوغ بيروت المزارع إلى المزارعين» تكريما لأوغونوسكي، أحد الطيارين الذين قتلوا في 11 سبتمبر 2001، وعضو الكونغرس السابق بيروتر، الذي رعى البرنامج في البداية.

## العنوان السادس: مشروع مبادرة أمريكا
يسمح الباب السادس من قانون الغذاء مقابل السلام بتخفيف الديون الرسمية. ويربط بين «الغذاء مقابل السلام» و «ديون المعونة» للولايات المتحدة من أجل إصدار سياسات التكيف الهيكلي والاستثماري المفتوح. يتم إدارة الباب السادس من قبل وزارة الخزانة.

## تشريعات ذات صلة
- قانون الغذاء من أجل التقدم لعام 1985 - يسمح بتبرعات السلع الأساسية للديمقراطيات الناشئة والبلدان النامية الملتزمة بإدخال أو توسيع المشاريع الحرة في اقتصاداتها الزراعية.
- المادة 416 من القانون الزراعي لعام 1949 - تنشئ برنامج مكغوفرن دول الدولي للغذاء والتغذية والطفل الذي يتكون من تبرعات من المنتجات الزراعية الأمريكية، وكذلك المساعدة المالية والتقنية، للتغذية المدرسية ومشاريع تغذية الأم والطفل في انخفاض -العديد من الدول. كما ينص على التبرعات في الخارج من فائض الحبوب والأعلاف التي تملكها مؤسسة الائتمان السلعي لوزارة الزراعة الأمريكية.
- أفريقيا: قانون بذور الأمل لعام 1988- بيل إيميرسون للائتمان الإنساني - ينشئ احتياطيًا غذائيًا خاضعًا لسلطة وزير الزراعة. يتوفر هذا الاحتياطي لتلبية الاحتياجات الغذائية الإنسانية الطارئة في البلدان النامية، مما يسمح للولايات المتحدة بالرد على الأزمات الغذائية غير المتوقعة. بموجب قانون الغذاء من أجل السلام لعام 2008، يشرف مدير الوكالة الأمريكية للتنمية الدولية على الإفراج عن هذه الأموال واستخدامها.

## برامج الغذاء مقابل السلام

### برامج الطوارئ
يدير مكتب الغذاء من أجل السلام التابع للوكالة الأمريكية للتنمية الدولية برنامجين لدعم جهود المساعدات الغذائية الطارئة. توفر برامج الطوارئ المأذون بها بموجب الباب الثاني من قانون الغذاء مقابل السلام سلع عينية والتكاليف المرتبطة بها. برامج الطوارئ التي تنفذها منظمة الغذاء مقابل السلام التي تستخدم الصناديق الدولية للمساعدة في حالات الكوارث (تسمى برنامج الأمن الغذائي الطارئ، أو EFSP) توفر الأموال النقدية التي يمكن استخدامها لشراء الأغذية المحلية والإقليمية الأخرى مثل قسائم الطعام والتحويلات النقدية. العنوان الثاني مرخص بموجب قانون الغذاء من أجل السلام (FAA)، في حين أن برنامج الأمن الغذائي الطارئ مرخص بموجب قانون المساعدة الأجنبية. تم نشر برنامج الاستقرار المالي الأوروبي للاستجابة لاحتياجات الأمن الغذائي الطارئة ذات الأولوية القصوى كتكملة للمعونة الغذائية العينية من الباب الثاني. ويقدم البرنامجان مساعدات غذائية طارئة لتلبية الاحتياجات الناشئة عن الكوارث الطبيعية، مثل الفيضانات أو حالات الجفاف، وحالات الطوارئ المعقدة، التي غالبا ما تتسم بانعدام الأمن وتشرد السكان.

### برامج التطوير
يدير مكتب الغذاء من أجل السلام برامج المساعدة الغذائية الإنمائية من خلال الباب الثاني من قانون الغذاء مقابل السلام الذي يستهدف الأسباب الأساسية للجوع وسوء التغذية، بما في ذلك التدخلات في الصحة والتغذية والزراعة والمياه والمرافق الصحية، ضمن أمور أخرى. وتركز هذه البرامج على ما يقرب من 20 بلدًا ذات أولوية تحدد على أساس المتوسط المرجح لترتيب البلد في إطار ثلاثة مؤشرات للأمن الغذائي: نسبة الأطفال الذين يعانون من التقزم
- نسبة السكان الذين يعيشون على أقل من 1.25 دولار في اليوم
- نسبة السكان ناقصي التغذية
- اعتبارات إضافية مثل الظروف الأمنية أيضا تدخل في البلدان المختارة.

#### شراكة الإغاثة الغذائية الدولية (IFRP)
الشراكة الدولية للإغاثة الغذائية (IFRP) هي برنامج فرعي للمساعدة الغذائية من الباب الثاني. يقدم المعهد الدولي لبحوث التنمية منحًا صغيرة للمجموعات ذات الأغلبية الدينية التي تعمل في برامج الدعم الغذائي. تسمح تلك الشراكة بنقل وتسليم وتوزيع الأطعمة الجاهزة المعبأة في الجرف في الخارج وإنشاء وصيانة مخزونات الأغذية في الولايات المتحدة
.

## شبكة نظم الإنذار المبكر للمجاعة التابعة للوكالة الأمريكية للتنمية الدولية (FEWS NET)
تعمل شبكة أنظمة الإنذار المبكر للمجاعة (FEWS NET) التابعة للوكالة الأمريكية للتنمية الدولية مع وكالات حكومية أمريكية أخرى على رصد وجمع وتحليل ونشر البيانات والمعلومات المهمة حول ظروف توفر الغذاء والوصول إليه في معظم البلدان التي تعاني من انعدام الأمن الغذائي. تشمل هذه الوكالات هيئة المسح الجيولوجي الأمريكية والإدارة القومية للملاحة الجوية والفضاء والإدارة الوطنية للمحيطات والغلاف الجوي ووزارة الزراعة الأمريكية. توفر «فيوز نت» صانعي القرار في حكومة الولايات المتحدة، وحكومات البلدان المضيفة، ومجموعة متنوعة من الشركاء الإقليميين والدوليين الآخرين في الوقت المناسب، وغير متحيز، ومفيد للإنذار المبكر والضعف.